# Venâncio Neiva
Venâncio Augusto de Magalhães Neiva (Cidade da Paraíba (atual João Pessoa), 21 de julho de 1849 — Rio de Janeiro, 17 de fevereiro de 1939) foi um político e magistrado brasileiro.

## Biografia
Venâncio Augusto de Magalhães Neiva nasceu na Cidade da Paraíba (atual João Pessoa), no dia 21 de julho de 1849, Filho de Frederico Augusto Neiva e Maria Josepha Cirne Neiva, Seu irmão, Tude Soares Neiva, foi governador da  Bahia em 1891. 
O então jovem Venâncio inicia seus estudos na capital paraibana, em especial no Liceu Paraibano e, em seguida, muda-se para Recife, onde estuda na Faculdade de Direito do Recife.
De volta à Paraíba, advoga e consegue a vaga de promotor público, mudando-se logo para Teixeira, primeira cidade na qual trabalhou nessa função. Posteriormente, galga o posto de juiz municipal na cidade de Pombal, e em Catolé do Rocha foi juiz de direito. Assume temporariamente a comarca de Pombal. Em 1881, com a emancipação política de vários municípios no estado, Venâncio Neiva foi o primeiro juiz do município de Conceição, no vale do Piancó.
Com a proclamação da república em 1889, foi o primeiro governador republicano do estado, no período de 16 de novembro de 1889 a 27 de novembro de 1891. Afastou-se da política até 1918, quando foi eleito senador, ficando no cargo até 1930.

## Esperanto
Ele era membro do Brazila Klubo Esperanto (Clube Brasileiro de Esperanto) do Rio de Janeiro.